# Lars Andreas Haug

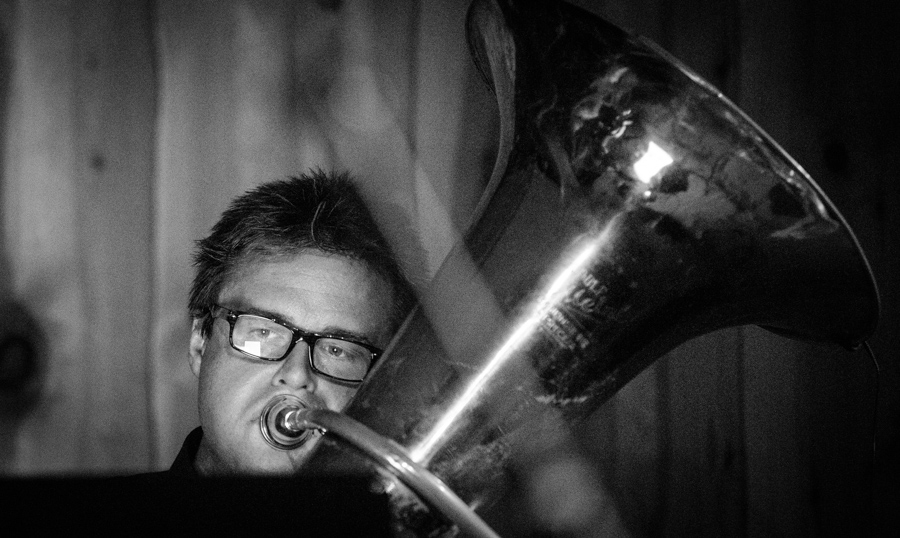
Lars Andreas Haug (2017)

Lars Andreas Haug (* 12. April 1975 in Frogner) ist ein norwegischer Jazzmusiker (Tuba und Sopransaxophon, Tubmarine, Komposition).

## Leben und Wirken
Haug absolvierte ein künstlerisches Examen an der Rud-High School; von 1994 bis 2001 studierte er bis zum Master an der Norges Musikkhøgskole. Im Duo mit der Sängerin Live Maria Roggen veröffentlichte er Tu'Ba (1998). In dem akustischen Trio Tri O’Trang arbeitete er mit Helge Lien (Klavier) und Torben Snekkestad (Saxophone); es hat die Alben Liker (2000), Fordivi (2002), Plays Jon Eberson (2005) und Må (2006) veröffentlicht.
Mit der Band 1300 Oslo veröffentlichte er 2001 das Live-Album Live in the North. Seit 1996 ist er Mitglied des Etno-Jazz-Trios Akku; in Zusammenarbeit mit der Joikerin Elfi Sverdrup und der zunächst aus der Klassik kommenden Sängerin Ruth Wilhelmine Meyer entstand 2001 ein gleichnamiges Album. Mit dem Trio Moment’s Notice mit Knut Aalefjær (Schlagzeug) und Vidar Sæther (Saxophone) veröffentlichte er die Alben Moment's Notice (2003) und Sorryhappy (2005). Darüber hinaus war er aktives Mitglied des Ensembles von Trygve Seim mit Veröffentlichungen wie Sangam (ECM, 2004). Er erhielt 2004/06 das norwegische Künstlerstipendium Statens arbeidsstipend. In derselben Zeit unterrichtete er an der Norges Musikkhøgskole (als Improvisations- und Hauptinstrumentenlehrer).
Mit Blasorchester präsentierte Haug seine eigenen Kompositionen auf der Platte Vinterfjøs (Curling Legs, 2005), auf der er auch mit dem Saxophonisten Trygve Seim sowie Mats Eilertsen und Per Oddvar Johansen (Schlagzeug) wirkte. 2008 folgte die Veröffentlichung von Stücken für ein um Fagott und Posaune erweitertes Quintett auf dem Album Fabatune. Für Rikskonsertene (2006) tourte er intensiv durch Norwegen; 2009 war er mit Trygve Seim und Frode Barth auf Konzertreise in Ägypten. Haug arbeitete neben seinem Lars Andreas Haug Quintet mit dem Septett LA Band, in dem er auch sein selbstgebautes Tubmarine spielt – eine horizontal abgesägte Tuba mit einer langen, periskopartigen Röhre. Er ist auch auf Aufnahmen von Ole Paus, Hasse Poulsen, Steffen Schorn, Ragnhild Furebotten und mit Grzegorz Piotrowskis World Orchestra zu hören.

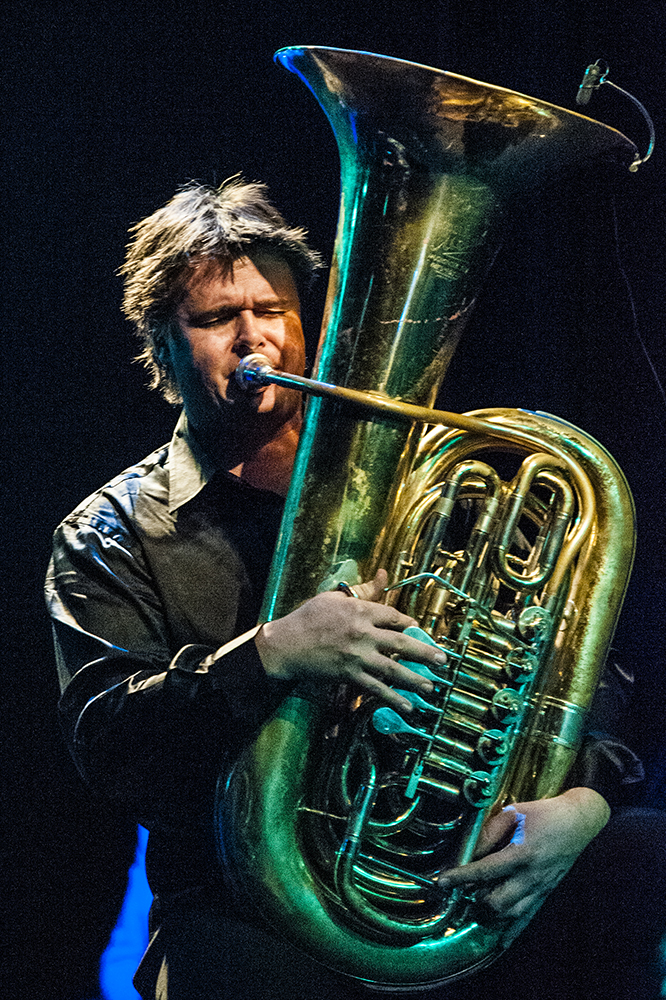
Lars Andreas Haug im Musikprojekt AKKU 5 bei einem Auftritt in Warschau, Dezember 2011.

## Diskographische Hinweise
- Vinterfjøs (Curling Legs 2005)
- Fabatune (Curling Legs 2008)
- Conrairo (Curling Legs, 2013, mit Camilla Susann Haug, Gunnar Halle, Frode Haltli, Helge Lien, Steffen Schorn, Knut Aalefjær)[1]
- Lars Andreas Haug / Steffen Schorn Soul Twins (Glacier Records 2015)